# Stazione di Ottaviano
Stazione di Ottaviano vasútállomás Olaszországban, Ottaviano településen.

## Vasútvonalak
Az állomást az alábbi vasútvonalak érintik:
- Cancello-Torre Annunziata-vasútvonal

## Kapcsolódó állomások
A vasútállomáshoz az alábbi állomások vannak a legközelebb:
- Stazione di Reviglione di Somma Vesuviana
- Stazione di San Giuseppe Vesuviano